# Alexis Pelat
Alexis Pelat est un homme politique français, né le 31 décembre 1902 à Marseille (Bouches-du-Rhône) et mort le 14 janvier 1962 dans la même ville. 

## Biographie
Après avoir obtenu son certificat d'études et son brevet supérieur, Alexis Pelat suit les pas de son père et devient pâtissier-confiseur à Marseille. 
Investi dans les organismes de représentation professionnelle, il occupe des responsabilités de direction au sein de la confédération nationale de la pâtisserie, confiserie et glacerie et du syndicat des patrons pâtissiers, confiseurs, chocolatiers et glaciers de Marseille. Il est, après 1945, administrateur de la chambre des métiers des Bouches-du-Rhône.
Son entrée en politique se fait dans le sillage de Pierre Poujade, lorsqu'il adhère à l'Union de défense des commerçants et artisans, dont il est le président départemental à partir de 1953.
Il mène alors une campagne axée sur l'antiparlementarisme, qui lui fait obtenir 11,8 % des voix, ce qui lui permet d'être élu député.
Vice-président du groupe Union et fraternité française, il est aussi secrétaire de la commission des finances.
A l'assemblée, il dépose plusieurs textes, empreints de l'orientation antifiscaliste de son mouvement : étalement du paiement des impôts, exonérations et amnistie fiscale, octroi de délais de paiement... Il est aussi un partisan de la rigueur budgétaire et de la diminution des dépenses de l'Etat.
Il est aussi un orateur assidu à la tribune du Palais-Bourbon, parfois sans grande mesure, au point d'être rappelé à l'ordre pour avoir traité de « bande de salauds » les partisans de la levée de l'immunité parlementaire de Pascal Arrighi à la suite de la participation à l'Opération résurrection.
Sur les questions coloniales, il défend l'Algérie française et propose la transformation du Sahara en territoire national, ce qui le soustrairait à toute évolution du statut de l'Algérie.
Candidat aux législatives de 1958, il n'est pas réélu. Il meurt quatre ans plus tard, à l'âge de 61 ans

## Mandats
- Député des Bouches-du-Rhône (1956-1958)